# Rhinolophus rex
Rhinolophus rex (Allen, 1923) è un Pipistrello della famiglia dei Rinolofidi diffuso in Cina.

## Descrizione

### Dimensioni
Pipistrello di medie dimensioni, con la lunghezza della testa e del corpo di 50 mm, la lunghezza dell'avambraccio tra 55 e 63 mm, la lunghezza della coda tra 32 e 38 mm, la lunghezza del piede di 9 mm, la lunghezza delle orecchie tra 29 e 35 mm.

### Aspetto
La pelliccia è lunga. Le parti dorsali variano dal color cannella chiaro al marrone scuro mentre le parti ventrali sono più chiare e più grigiastre. Le orecchie sono enormi, con l'antitrago ben sviluppato e separato dal margine esterno da un incavo profondo. La foglia nasale presenta una lancetta molto corta, quasi nascosta nella pelliccia e con la punta arrotondata, un processo connettivo basso, con il profilo convesso che si inclina all'indietro verso la base della lancetta, una sella molto grande, lunga, più stretta alla base e con una depressione longitudinale che si estende quasi fino all'estremità. Il setto tra le narici è molto largo e si estende lateralmente oltre le estremità della porzione anteriore e con i bordi passa dietro la sella e si unisce alla base della lancetta. La porzione anteriore è larga, copre interamente il muso ed ha un incavo centrale profondo alla base. Il labbro inferiore ha tre solchi longitudinali. La coda è lunga ed inclusa completamente nell'ampio uropatagio. Il primo premolare superiore è piccolo e situato lungo la linea alveolare. 

### Ecolocazione
Emette ultrasuoni ad alto ciclo di lavoro con impulsi a frequenza costante di 24,6-26,4, di lunga durata e con massima energia sulla seconda armonica.

## Biologia

### Comportamento
Si rifugia all'interno di grotte. Edifici, nel denso fogliame e nelle cavità degli alberi. Entra in ibernazione.

### Alimentazione
Si nutre di insetti.

## Distribuzione e habitat
Questa specie è diffusa nelle province cinesi meridionali del Sichuan, Guangxi, Guangdong e Guizhou.
Vive nelle foreste.

## Conservazione
La IUCN Red List, considerato il vasto areale anche se non ci sono informazioni recenti sulla popolazione, classifica R.rex come specie a rischio minimo (Least Concern)).